# Øyvind Sagåsen

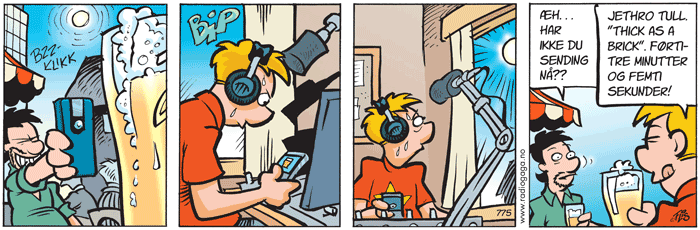
Stripp #775 i Sagåsens serie Radio Gaga.

Øyvind Sagåsen, född 12 december 1969 i Odda, är en norsk serieskapare. Han är upphovsman till strippserien Radio Gaga.